# Golden Time (serie de televisión)
Golden Time (en hangul, 골든타임) es una serie de televisión surcoreana emitida durante 2012 y protagonizada por Lee Sun Kyun, Hwang Jung Eum, Lee Sung Min y Song Seon Mi.
Fue trasmitida por MBC desde el 9 de julio hasta el 25 de septiembre de 2012, con una longitud final de 23 episodios emitidos los días lunes y martes a las 22:00 (KST). El título es una analogía con el término médico «Tiempo de oro» u «Hora de oro», periodo en el cual es crucial la atención médica en un accidente, y puede definir entre la vida y la muerte de un paciente.

## Argumento
Después de pasar dos años enseñando en el país, Lee Min Woo (Lee Sun Kyun) vuelve al hospital de la ciudad para completar su período de formación y enfrentar su incertidumbre acerca de ser doctor, rebelde y torpe, cansado de su trabajo hace que este parezca fácil. A continuación su apatía se acaba cuando un incidente traumático le obliga a repensar por qué quería ser médico en el primer lugar.

## Reparto

### Principal
- Lee Sun Kyun como Lee Min Woo.
- Hwang Jung Eum como Kang Jae In.[2]
- Lee Sung-min como Choi In Hyuk.[3]
- Song Seon Mi como Shin Eun Ah.

### Secundario
Familia Jae In
- Jang Yong como Kang Dae Je.
- Sunwoo Yong Nyeo como Park Geum Nyeo.
- Song Yoo Ha as Bang Seon Woo.
- Kim Jon Rae como Hermano menor de Dae Je.

Departamento de Emergencia Médica
- Jung Kyu Soo como Na Byung Gook.
- Kim Ki Bang como Kim Do Hyung.

Departamento de ortopedia
- Lee Ki Young como Hwang Se Han.
- Jo Sang Ki como Park Seong Jin.
- Heo Tae Hee como Go Jae Won.
- Ji Il Joo como Yoo Kang Jin.

Departamento de neurocirugía
- Kim Hyung Il como Kim Ho Young.
- Shin Dong-mi como Jo Dong-mi.

Departamento de cirugía general
- Um Hyo-sup como Kim Min-joon.
- Hong Ji Min como Song Kyeong Hwa.

Departamento de anestesiología
- Jung Seok Yong como Ji Han Goo.

Departamento de cirugía plástica
- Chun Jae Ho como Park Geun Soo.

Departamento de cirugía de trauma
- Kim Sa Kwon como Jang Hyuk Chan.

### Otros
- Kim Mi Kyung como Madre de Min Woo.
- Park Young Ji como Oh Gwang Cheol.
- Park Jung-min como Jang Young Woo.
- Ban Hye Ra como Kang Soo Kyung.
- Ga Deuk Hee como Seo Hyo Eun.
- Na Seung Ho como Secretaria de Dae Je.
- Seo Ji Yeon como Enfermera.
- Gong Soo Hyuk como Miembro de Asociación.
- Choi Jae Sub como Park Won Gook.
- Hong Hyun Taek como Lee Se Min.
- Lee Dong Gyu como Prometido de Shin Eun Ah.
- Yoon Min Soo como Miembro de producción.
- Song Young Kyu como Lee Won Pyo.
- Jung Ae-youn como Bang Hee Sun (aparición especial).
- Lee Seok Gu como Choi Jun Bae.
- Jeon Jin-seo.

## Banda sonora
- Every Single Day - «Hour glass», «Cold», «Father»
- 10 cm - «One Day»
- Ina Band - «Deep In My Heart»
- Verbal Jint (feat. Huh In Chang) - «I Get Weak»
- Son Sung Yun (Feat. Romantisco) - «Over and Over»
- Yisung - «I'm in Love with U»
- Yoon Geun (Feat. Minki) - «I Miss You»
- Byul - «Before Touching of Two Cheeks»
- Melody Day (Feat. Mc Jin Ri, Zeenan) - «The Way To Say I Love You»
- Jatanpung (Feat. Lee Ji Min, Kim Yoo Jin of W.H.O) - «Do You Know»
- Zico (Block B), PIA - «Oasis»

## Recepción

### Audiencia
En Azul la audiencia más baja y en rojo la más alta, correspondientes a las empresas medidoras TNms y AGB Nielsen.
| Ep. # | Fecha original de emisión | Share        | Share        | Share       | Share       |
| Ep. # | Fecha original de emisión | TNmS Ratings | TNmS Ratings | AGB Nielsen | AGB Nielsen |
| Ep. # | Fecha original de emisión | Nacional     | Seúl         | Nacional    | Seúl        |
| ----- | ------------------------- | ------------ | ------------ | ----------- | ----------- |
| 1     | 9 de julio de 2012        | 8.8 %        | 9.2 %        | 8.7 %       | 9.7 %       |
| 2     | 10 de julio de 2012       | 7.2 %        | 8.7 %        | 7.8 %       | 8.9 %       |
| 3     | 16 de julio de 2012       | 7.2 %        | 7.9 %        | 6.9 %       | 7.1 %       |
| 4     | 17 de julio de 2012       | 7.8 %        | 8.3 %        | 7.4 %       | 8.4 %       |
| 5     | 23 de julio de 2012       | 12.0 %       | 14.2 %       | 10.9 %      | 12.6 %      |
| 6     | 24 de julio de 2012       | 13.3 %       | 15.0 %       | 13.6 %      | 15.9 %      |
| 7     | 30 de julio de 2012       | 13.1 %       | 16.0 %       | 12.0 %      | 14.2 %      |
| 8     | 31 de julio de 2012       | 14.4 %       | 17.2 %       | 14.2 %      | 15.5 %      |
| 9     | 6 de agosto de 2012       | 14.1 %       | 17.9 %       | 13.2 %      | 14.8 %      |
| 10    | 13 de agosto de 2012      | 14.7 %       | 17.7 %       | 14.7 %      | 15.6 %      |
| 11    | 14 de agosto de 2012      | 14.2 %       | 16.5 %       | 13.2 %      | 14.4 %      |
| 12    | 20 de agosto de 2012      | 14.5 %       | 17.3 %       | 14.0 %      | 15.6 %      |
| 13    | 21 de agosto de 2012      | 15.5 %       | 17.7 %       | 14.6 %      | 16.0 %      |
| 14    | 27 de agosto de 2012      | 13.1 %       | 14.8 %       | 13.3 %      | 14.8 %      |
| 15    | 28 de agosto de 2012      | 15.4 %       | 17.7 %       | 14.3 %      | 15.7 %      |
| 16    | 3 de septiembre de 2012   | 15.0 %       | 17.0 %       | 14.6 %      | 16.7 %      |
| 17    | 4 de septiembre de 2012   | 15.4 %       | 18.6 %       | 15.4 %      | 16.4 %      |
| 18    | 10 de septiembre de 2012  | 13.5 %       | 15.5 %       | 13.5 %      | 15.1 %      |
| 19    | 11 de septiembre de 2012  | 15.1 %       | 16.1 %       | 15.2 %      | 16.9 %      |
| 20    | 17 de septiembre de 2012  | 14.5 %       | 16.2 %       | 15.5 %      | 17.5 %      |
| 21    | 18 de septiembre de 2012  | 13.4 %       | 15.2 %       | 15.2 %      | 17.8 %      |
| 22    | 24 de septiembre de 2012  | 13.0 %       | 15.1 %       | 13.7 %      | 14.8 %      |
| 23    | 25 de septiembre de 2012  | 13.6 %       | 15.1 %       | 14.5 %      | 16.6 %      |

## Premios y nominaciones
| Año  | Premio                    | Categoría                                           | Nominado                      | Resultado |
| ---- | ------------------------- | --------------------------------------------------- | ----------------------------- | --------- |
| 2012 | 5th Korea Drama Awards    | Premio a la excelencia, actor                       | Lee Sung Min                  | Nominado  |
| 2012 | 5th Korea Drama Awards    | Premio a la excelencia, actriz                      | Song Seon Mi                  | Ganador   |
| 2012 | 1st K-Drama Star Awards   | Premio a la actuación, actor                        | Lee Sung Min                  | Ganador   |
| 2012 | 25th Grimae Awards        | Mejor actor                                         | Lee Sung Min                  | Ganador   |
| 2012 | MBC Drama Awards          | Drama del año                                       | Golden Time                   | Nominado  |
| 2012 | MBC Drama Awards          | Premio a la alta excelencia, actor en una miniserie | Lee Sun Kyun                  | Nominado  |
| 2012 | MBC Drama Awards          | Premio a la excelencia, actor en una miniserie      | Lee Sung Min                  | Nominado  |
| 2012 | MBC Drama Awards          | Premio a la excelencia, actriz en una miniserie     | Hwang Jung Eum                | Nominado  |
| 2012 | MBC Drama Awards          | PD Award                                            | Lee Sung Min                  | Ganador   |
| 2012 | MBC Drama Awards          | Premio a la mejor pareja                            | Lee Sun Kyun y Hwang Jung Eum | Nominado  |
| 2012 | MBC Drama Awards          | Premio a la mejor pareja                            | Lee Sun Kyun y Lee Sung Min   | Nominado  |
| 2013 | 49th Baeksang Arts Awards | Mejor actor (TV)                                    | Lee Sung Min                  | Nominado  |
| 2013 | 49th Baeksang Arts Awards | Mejor director (TV)                                 | Kwon Seok Jang, Lee Yoon Jung | Nominado  |
| 2013 | 49th Baeksang Arts Awards | Mejor guion (TV)                                    | Choi Hee Ra                   | Nominado  |

## Emisión internacional
- China: Xing Kong (Desde el 20 de octubre hasta el 5 de noviembre de 2013).
- Singapur: Channel U (Desde el 31 de mayo hasta el 25 de julio de 2015).